# 나츠키 린
나츠키 린(일본어: 夏木 りん, 한국명: 나혜린)은 토에이 애니메이션의 프리큐어 시리즈 《Yes! 프리큐어5 & Yes! 프리큐어5 GoGo!》에 등장하는 가공의 인물이다. 애니메이션에서 목소리를 연기한 성우는 일본판은 타케우치 쥰코, 한국판은 김아영이다.

## 개요
큐어 루즈로 변신한다. 핑키 캐처에서 나오는 악기는 트럼펫이며, 캐치할 수 있는 핑키의 속성은 삼각형. "프리큐어 메타모르포제!"라고 외치며 변신한다.

## 인물소개
생크 뤼미에르 학원 중등부 2학년. 집은 꽃가게를 하고 있으며, 가족은 부모님 아버지는 본편에서 미등장.
과 각각 남동생과 여동생 1명이 있는 1남 2녀의 장녀. 유메하라 노조미와는 유치원시절부터 소꿉친구 사이이며, 늘 덜렁대는 노조미를 챙기는 역할을 도맡아하지만, 때론 그녀의 밝은 성격에 용기를 얻기도 한다. 처음에는 내키지않았던 프리큐어가 되는 일에도 노조미를 위기에서 구해주고 싶다는 강한 염원 덕분이었다.
프리큐어 팀 내 가장 상식인으로, 동료들의 엉뚱한 행동에 자주 츳코미(ツッコミ)를 넣는 역할을 도맡아한다. 기승스런 성격이지만, 부모님 가게 일손과 어린 동생들을 돌봐와서 그런지 착실하고 빈틈없는 면도 가졌다. 반면에 보이시한 겉모습과 달리 잘생긴 사람을 보면 반해버리거나, 어두운 곳이나 괴담, 유령을 무서워하는 등 귀여운 약점도 가지고 있다.
운동신경 발군으로, 운동부에서는 대타를 부탁할 정도로 스포츠 만능이지만, 동생들 돌보랴 집안일 때문에 처음에는 여러 운동부를 전전하며 요청이 들어올때만 시합에 나가주곤 했는데, 곧 모종의 계기로 풋살 부에 정식 입단하게 된다.
운동량이 많다는 이유로 아주 잘 먹는데, 그 식탐은 노조미에게도 뒤지지 않는다. 또한 요리실력은 멤버중에서 제일 상위이며, 집이 꽃가게라 꽃에 대해도 박식하다. 공부는 노조미보다는 잘하는 편.
액세서리 디자인에 있어 민감한 만큼 상당한 실력을 보이며, 너츠 하우스의 액세서리 디자인을 대부분은 직접 맡거나 코마치의 언니 마도카의 친구 결혼식 때 멋진 티아라를 만들기도 했다.
미나즈키 카렌과는 서로 취향이 극과 극이라 처음에 사이가 별로 좋지 않았지만, 현재는 이해한 상태. 장래의 꿈을 서로 이야기하는 등 서로를 이해하고 있다. 다만 취향이 정 반대인 것은 여전해서 다시금 다투기도 한다.

## 큐어 루즈
"정열의 붉은 불꽃, 큐어 루즈!" (情熱の赤い炎、キュアルージュ!) 이미지 색은 붉은색.
변신 후 복장의 기본 테마색은 붉은색. 변신 전보다 앞머리가 더 길어지며, 변신 전의 갈색머리에서 활활 타오르는 불길 모양의 붉은색 머리로 변한다.
1기에서는 진분홍의 나비 모양 머리 장식을, 2기에선 장미를 모티프로 한 머리 장식을 머리에 꽂고 있다. 가슴팍에 박힌 보석의 색깔은 빨간색의 보색인 녹색.
복장의 디자인은 1기 2기모두 약간의 차이는 있지만 전체적으로 드림과 비슷하다.
전투 스타일은 돌격과 함께 육탄전을 주체로, 주로 큐어 드림이나 큐어 아쿠아와 짝을 이루는 것이 많다.
1기 필살기의 구호는 "불타는 소녀의 순정! 자 받아라!" (純情乙女の炎の力、受けてみなさい! )
필살기
- 프리큐어 루즈 파이어[4]
- 프리큐어 루즈 버닝
- 프리큐어 파이어 스트라이크

## 기타
후속작으로 나오는 스마일 프리큐어!의 큐어 써니와 비슷해보이는 면이 있다. 불이 속성에 있는 점과 열정적인 성격에서도 유사한 편. 프리큐어 올스타즈에서는 둘이 접점을 이루기도 하였다.